# Artykuł wstępny

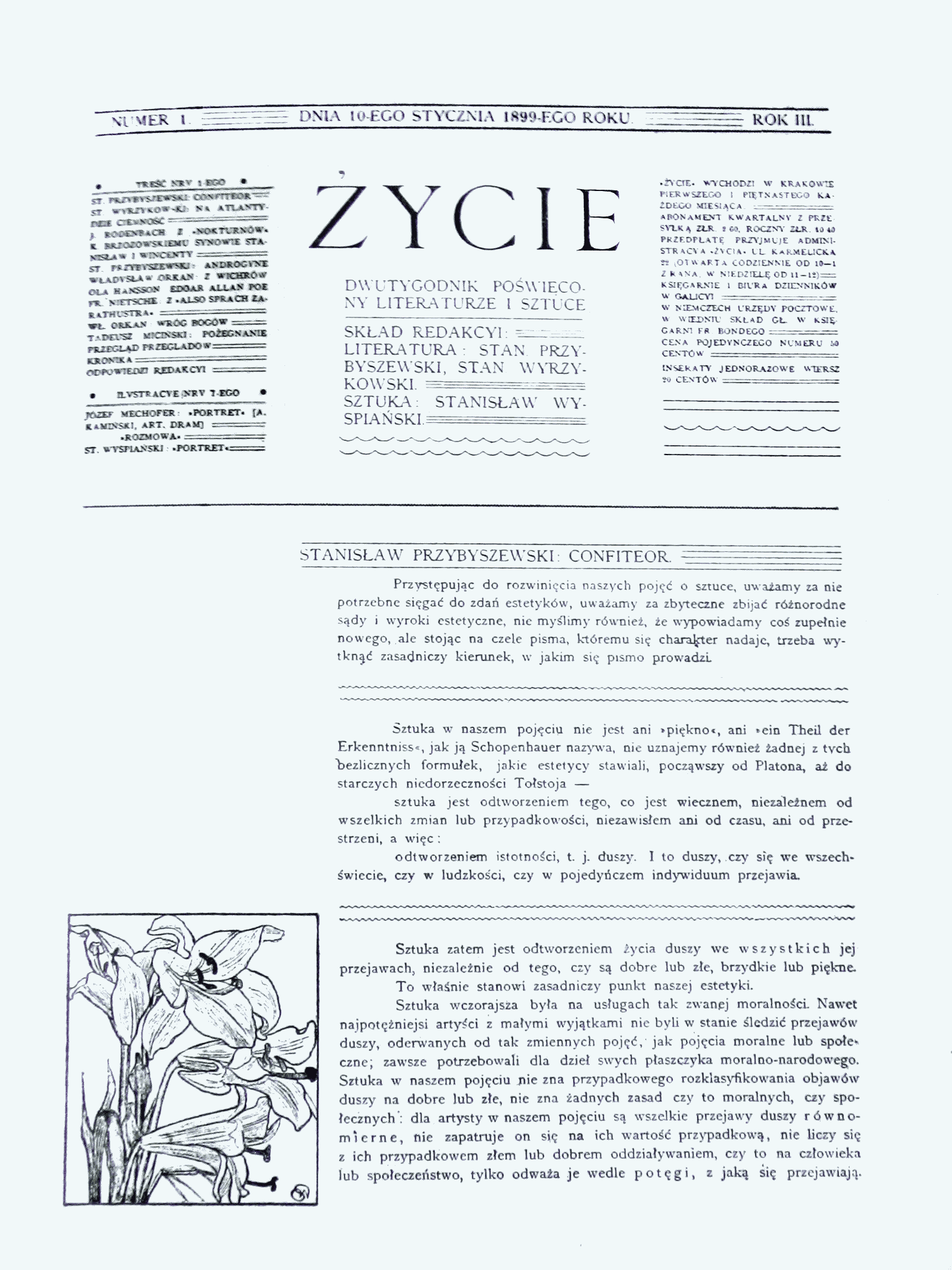
wstępniak w „Życiu” z 1899

Artykuł wstępny, wstępniak – nazwa artykułu w czasopiśmie, poruszającego najważniejsze bądź najbardziej aktualne wydarzenia z ostatniego okresu, albo też wprowadzającego do najważniejszych tematów poruszonych w bieżącym numerze pisma. Często autorstwa redaktora naczelnego lub jego zastępcy, czasem któregoś z innych dziennikarzy. W czasopismach mających istotny wpływ na życie polityczne tekst wstępniaka może kreować pewne wydarzenia polityczne i wpływać na przyszłe wydarzenia, a jego tytuł (lub fragment tytułu) – wejść do powszechnego obiegu jako hasło lub slogan; tak stało się z artykułem Michnika (redaktora naczelnego „Gazety Wyborczej”) z 3 lipca 1989 pt. Wasz prezydent, nasz premier, albo Smoleńskiego w tejże „Gazecie” z 27 grudnia 2002 pt. Ustawa za łapówkę czyli przychodzi Rywin do Michnika. W pismach artystycznych, literackich artykuł wstępny może stać się początkiem nowego prądu artystycznego, tak jak było ze wstępniakiem pióra Przybyszewskiego w krakowskim „Życiu” z 10 stycznia 1899 pt. Confiteor, który stał się deklaracją literacką Młodej Polski.
Rolę artykułu wstępnego może też czasem pełnić nadesłany do czasopisma list otwarty; tak stało się z listem Zoli przesłanym do paryskiego dziennika „L'Aurore” pt. J'Accuse...! (Oskarżam!), opublikowanym w 1898; stał się on początkiem wszczęcia w 1899 na powrót sprawy skazanego w głośnej aferze Dreyfusa kapitana Alfreda Dreyfusa, co doprowadziło w rezultacie do jego ułaskawienia i uwolnienia.